# Мармыжи (Советский район)
Мармыжи — село в Советском районе Курской области.

## История села
Селу около 350 лет, максимально было около 900 дворов, сейчас около 20.
Приход церкви Покрова Божией Матери,

руководитель — Пазуха, Николай Петрович.
Музей Вячеслава Клыкова неподалёку от дома его семьи,
филиал Курской государственной картинной галереи

имени Александра Дейнеки.
Близость к железнодорожному полотну (Курск—Касторное) привлекала жителей окрестных деревень. В Мармыжах селились выходцы из сел Переволочное, Гриневка, Ледовское, Крестище, Мелеховчик, Юрасово, Азовка, Раково, Горявинка.
Сюда переехала и семья знаменитого российского скульптора В. М. Клыкова, где он теперь и похоронен.

## Храм Покрова Пресвятой Богородицы
Храм во имя Покрова Пресвятой Богородицы (Мармыжи) освящён 22 октября 2006 года. Архитектор — Вячеслав Клыков. Строительство велось с 1994 года, прообразом храма явилась Церковь Покрова на Нерли .

## Транспорт
Во время строительства железной дороги Курск-Воронеж неподалёку от старинного казачьего села Мармыжи был сделан одноимённый разъезд, отсюда началось строительство железнодорожной ветки до г. Ливны.